# Григорій Малиновський
Григорій Малиновський (21 вересня 1919, Лип'я Турківського повіту — 29 липня 2013, Говелл, штат Мічиган, США) — український та американський підприємець, меценат.

## Біографія
Народився 21 вересня 1919 року в селі Лип'я Турківського повіту ЗОУНР (нині — Польща). За фахом — адвокат.
У 1949 році емігрував до Сполучених Штатів Америки. Мешкав у місті Детройт, штат Мічиган, а з 1959 року — у Говеллі. У США займався підприємницькою діяльністю у галузі будівництва.
Ініціатор і спонсор низки культурологічних, видавничих та благодійних проєктів в Україні.
З 1952 року допомагав лікарням України апаратурою для аналізу крові, приладами швидкісного визначення вмісту цукру в крові, оксиметрами тощо. Надавав допомогу Національному медичному університету, Дніпровській медичній академії, Львівському і Одеському медичному університетам, Інститутам отоларингології (Київ) і радіології (Харків) НАМНУ.
З 1992 по 1996 рік був членом Довірчої ради Національного університету «Києво-Могилянська академія».
Помер 29 липня 2013 у місті Говелл.
Член Злученого Українського Американського Допомогового Комітету.

## Нагороди
- орден «За заслуги» III ступеня (15 серпня 2001) — за вагомий особистий внесок у піднесення міжнародного авторитету України, зміцнення співробітництва і дружніх зв'язків з історичною Батьківщиною та з нагоди 10-ї річниці незалежності України[10];
- орден «За заслуги» II ступеня (18 серпня 2009) — за вагомий особистий внесок у зміцнення міжнародного авторитету України, популяризацію її історичної спадщини і сучасних досягнень та з нагоди 18-ї річниці незалежності України[11];